# NXT Year-End Award
NXT Year-End Awards es un concepto utilizado por la WWE, donde premios, similares a los de la Academy, los Grammy y los propios premios Slammy de la WWE, se otorgan a los luchadores profesionales que han competido en NXT el año anterior. Ha habido cinco ediciones del concepto. Los fanáticos emiten votos en línea, a través de Twitter o el sitio web de la WWE, para decidir los ganadores. Los destinatarios del premio reciben una campana de oro con un martillo. 
A partir de la edición 2019, los premios NXT Year-End Awards también reconocen a los luchadores de la marca NXT UK.

## Ediciones

### NXT Year-End Awards 2015
Los ganadores de los premios fueron anunciados el 13 de enero de 2016 en el episodio de NXT a través de una presentación en video. Los votos se emitieron a través del sitio web de la WWE. 
Los ganadores se enumeran primero y se resaltan en negrita.
| Categoría                    | Resultados | Resultados |
| ---------------------------- | --- | ---------- |
| Competidor masculino del Año | - Finn Bálor - Kevin Owens - Samoa Joe - Sami Zayn - Tyler Breeze |            |
| Competidor femenino del Año  | - Bayley - Sasha Banks - Charlotte - Becky Lynch - Asuka |            |
| Competidor general del Año   | - Finn Bálor - Todos los nominados al Competidor masculino y femenino del año fueron elegibles |            |
| Equipo de Año                | - Enzo Amore & Colin Cassady - Blake & Murphy - The Vaudevillains (Aiden English & Simon Gotch) - The Revival (Scott Dawson & Dash Wilder) - The Lucha Dragons (Kalisto & Sin Cara) |            |
| TakeOver de Año              | - NXT TakeOver: Brooklyn - NXT TakeOver: Rival - NXT TakeOver: Respect - NXT TakeOver: London - NXT TakeOver: Unstoppable |            |
| Lucha de Año                 | - Sasha Banks (c) vs. Bayley por el Campeonato Femenino de NXT en NXT TakeOver: Brooklyn - Kevin Owens (c) vs. Finn Bálor por el Campeonato de NXT en The Beast in the East - Charlotte (c) vs. Sasha Banks vs. Bayley vs. Becky Lynch en Fatal 4-Way match por el Campeonato Femenino de NXT en NXT TakeOver: Rival - Finn Bálor (c) vs. Samoa Joe por el Campeonato de NXT en NXT TakeOver: London - Sami Zayn (c) vs. Kevin Owens por el Campeonato de NXT en NXT TakeOver: Rival - Bayley (c) vs. Sasha Banks en 30-Minute Iron Man match for the NXT Women's Championship en NXT TakeOver: Respect - Sasha Banks (c) vs. Becky Lynch por el Campeonato Femenino de NXT en NXT TakeOver: Unstoppable - Sasha Banks (c) vs. Charlotte por el Campeonato Femenino de NXT en NXT (15 de julio) - Finn Bálor vs. Adrian Neville una oportunidad por el Campeonato de NXT en NXT TakeOver: Rival - Kevin Owens (c) vs. Finn Bálor por el Campeonato de NXT en NXT (25 de marzo) |            |

### NXT Year-End Awards 2016
Los ganadores del premio se anunciaron en el pre-show de NXT TakeOver: San Antonio el 28 de enero de 2017. Los votos se emitieron a través de Twitter. 
Los ganadores se enumeran primero y se resaltan en negrita.
| Categoría                    | Resultados | Resultados |
| ---------------------------- | --- | ---------- |
| Competidor masculino del Año | - Shinsuke Nakamura - Samoa Joe - Finn Bálor - Bobby Roode |            |
| Competidor femenino del Año  | - Asuka - Nia Jax - Bayley |            |
| Competidor general del Año   | - Shinsuke Nakamura - Asuka |            |
| Equipo de Año                | - The Revival (Scott Dawson & Dash Wilder) - American Alpha (Jason Jordan & Chad Gable) - The Authors of Pain (Akam & Rezar) - TM-61 (Nick Miller & Shane Thorne) - #DIY (Johnny Gargano & Tommaso Ciampa) |            |
| Breakout de Año              | - Billie Kay & Peyton Royce - Andrade "Cien" Almas - Ember Moon - No Way Jose - SAni†Y (Eric Young, Alexander Wolfe, Sawyer Fulton & Nikki Cross) |            |
| TakeOver de Año              | - El evento ganador nunca fue anunciado - NXT TakeOver: Dallas - NXT TakeOver: Toronto - NXT TakeOver: The End - NXT TakeOver: Brooklyn II |            |
| Lucha de Año                 | - The Revival (Scott Dawson y Dash Wilder) (c) vs. #DIY (Johnny Gargano y Tommaso Ciampa) en una lucha de dos de tres caídas por el Campeonato de Parejas de NXT en NXT TakeOver: Toronto - Finn Bálor contra Shinsuke Nakamura en NXT (13 de julio) - Asuka (c) vs. Mickie James por el Campeonato Femenino NXT en NXT TakeOver: Toronto - American Alpha (Jason Jordan y Chad Gable) (c) vs. The Revival (Scott Dawson y Dash Wilder) por el Campeonato de Parejas de NXT en NXT TakeOver: The End - Sami Zayn contra Shinsuke Nakamura en NXT TakeOver: Dallas - Bayley (c) vs. Asuka por el Campeonato Femenino de NXT en NXT TakeOver: Dallas - Sami Zayn vs. Samoa Joe en un combate de dos de tres caídas para determinar el contendiente No. 1 por el Campeonato de NXT en NXT (9 de marzo) - Samoa Joe (c) vs Finn Bálor por el Campeonato NXT en un Steel Cage match en NXT TakeOver: The End - Bayley vs. Nia Jax en NXT (20 de julio) - Tye Dillinger vs. Bobby Roode en NXT TakeOver: Toronto - Neville contra Finn Bálor en NXT (2 de marzo) - Shinsuke Nakamura (c) vs Samoa Joe por el Campeonato de NXT en NXT TakeOver: Toronto - The Revival (Scott Dawson y Dash Wilder) (c) vs. American Alpha (Jason Jordan y Chad Gable) en una lucha de dos de tres caídas por el Campeonato en Parejas de NXT en NXT (6 de julio) |            |

### NXT Year-End Awards 2017
Los ganadores del premio se anunciaron en el pre-show de NXT TakeOver: Philadelphia el 27 de enero de 2018. Los votos se emitieron a través de Twitter. 
Los ganadores se enumeran primero y se resaltan en negrita.
| Categoría                    | Resultados | Resultados |
| ---------------------------- | --- | ---------- |
| Competidor masculino del Año | - Aleister Black - Bobby Roode - Drew McIntyre - Andrade "Cien" Almas - Roderick Strong |            |
| Competidor femenino del Año  | - Asuka - Ember Moon - Nikki Cross - Ruby Riott - The Iconic Duo (Billie Kay & Peyton Royce) |            |
| Competidor general del Año   | - Asuka - Aleister Black |            |
| Equipo de Año                | - SAni†Y (Eric Young, Alexander Wolfe & Killian Dain) - The Authors of Pain (Akam & Rezar) - The Revival (Scott Dawson & Dash Wilder) - The Undisputed Era (Bobby Fish & Kyle O'Reilly) - #DIY (Johnny Gargano & Tommaso Ciampa) |            |
| Rivalidad de Año             | - Aleister Black vs. Velveteen Dream - Shinsuke Nakamura vs. Bobby Roode - Ember Moon vs. Asuka - Tyler Bate vs. Pete Dunne - The Undisputed Era (Adam Cole, Bobby Fish & Kyle O'Reilly) vs. Sanity (Alexander Wolfe, Eric Young, Killian Dain & Nikki Cross) - Kassius Ohno vs. Hideo Itami - #DIY (Johnny Gargano & Tommaso Ciampa) vs. The Authors of Pain (Akam & Rezar) |            |
| Breakout de Año              | - Aleister Black - Andrade "Cien" Almas con Zelina Vega - The Undisputed Era (Adam Cole, Bobby Fish & Kyle O'Reilly) - Sonya Deville - Ruby Riott - Velveteen Dream - Lars Sullivan |            |
| TakeOver de Año              | - NXT TakeOver: War Games - NXT TakeOver: San Antonio - NXT TakeOver: Orlando - NXT TakeOver: Brooklyn III - NXT TakeOver: Chicago |            |
| Future Star de NXT           | - Cezar Bononi - Street Profits (Angelo Dawkins & Montez Ford) - Heavy Machinery (Otis Dozovic & Tucker Knight) - Shayna Baszler - Kairi Sane - Fabian Aichner - Lio Rush - Bianca Belair - Lacey Evans |            |
| Lucha de Año                 | - Tyler Bate (c) vs. Pete Dunne por el Campeonato de Reino Unido de WWE en NXT TakeOver: Chicago - Johnny Gargano vs. Andrade "Cien" Almas en NXT TakeOver: Brooklyn III - Asuka (c) vs. Ember Moon for the NXT Women's Championship en NXT TakeOver: Brooklyn III - Drew McIntyre (c) vs. Andrade "Cien" Almas por el Campeonato de NXT en NXT TakeOver: War Games - The Authors of Pain (Akam & Rezar) (c) vs. The Revival (Scott Dawson & Dash Wilder) vs. #DIY (Johnny Gargano & Tommaso Ciampa) en Triple threat elimination match en Campeonato en Parejas de NXT en NXT TakeOver: Orlando - The Undisputed Era (Adam Cole, Bobby Fish, & Kyle O'Reilly) vs. The Authors of Pain (Akam and Rezar) & Roderick Strong vs. Sanity (Alexander Wolfe, Eric Young & Killian Dain) en WarGames match en NXT TakeOver: WarGames - Asuka (c) vs. Nikki Cross en Last Woman Standing match por el NXT Women's Championship en NXT (28 de junio) - The Authors of Pain (Akam & Rezar) (c) vs. #DIY (Johnny Gargano & Tommaso Ciampa) en Ladder match por los Campeonato en Parejas de NXT en NXT TakeOver: Chicago - Bobby Roode (c) vs. Roderick Strong por el Campeonato de NXT on NXT (5 de junio) - NXT Women's Championship Qualifying Battle Royal en NXT (25 de octubre)* - Aleister Black vs. Velveteen Dream en NXT TakeOver: WarGames - Johnny Gargano vs. Kassius Ohno en NXT (6 de diciembre) |            |

- Participación en la lucha: Abbey Laith, Aliyah, Bianca Belair, Billie Kay, Candice LeRae, Dakota Kai, Lacey Evans, Mercedes Martinez, Nikki Cross, Reina Gonzalez, Rhea Ripley, Sage Beckett, Santana Garrett, Sarah Logan, Taynara Conti, Vanessa Borne & Zeda.

### NXT Year-End Awards 2018
Los ganadores del premio se anunciaron en el pre-show de NXT TakeOver: Phoenix el 26 de enero de 2019. Los votos se emitieron a través de Twitter. 
Los ganadores se enumeran primero y se resaltan en negrita.
| Categoría                    | Resultados | Resultados |
| ---------------------------- | --- | ---------- |
| Competidor masculino del Año | - Tommaso Ciampa - Johnny Gargano - Ricochet - Aleister Black - Velveteen Dream - Andrade "Cien" Almas - Adam Cole - Pete Dunne |            |
| Competidor femenino del Año  | - Kairi Sane - Nikki Cross - Shayna Baszler - Ember Moon - Bianca Belair |            |
| Competidor general del Año   | - Kairi Sane - Tommaso Ciampa |            |
| Equipo de Año                | - The Undisputed Era (Kyle O'Reilly & Roderick Strong) - War Raiders (Hanson and Rowe) - The Street Profits (Angelo Dawkins & Montez Ford) - Heavy Machinery (Otis Dozovic & Tucker Knight) - Danny Burch & Oney Lorcan - Moustache Mountain (Trent Seven & Tyler Bate) |            |
| Rivalidad de Año             | - Johnny Gargano vs. Tommaso Ciampa - Kairi Sane vs. Shayna Baszler - Aleister Black/Johnny Gargano/Tommaso Ciampa/Nikki Cross - Johnny Gargano vs. Andrade "Cien" Almas - Moustache Mountain (Trent Seven and Tyler Bate) vs. The Undisputed Era (Kyle O'Reilly & Roderick Strong) - Ember Moon vs. Shayna Baszler - Ricochet vs. Velveteen Dream |            |
| Breakout de Año              | - Ricochet - Bianca Belair - Lacey Evans - Rhea Ripley - Dakota Kai - Lars Sullivan - War Raiders (Hanson & Rowe) - EC3 |            |
| TakeOver de Año              | - NXT TakeOver: New Orleans - NXT TakeOver: Philadelphia - NXT TakeOver: Chicago II - NXT TakeOver: Brooklyn 4 - NXT TakeOver: WarGames |            |
| Future Star de NXT           | - Io Shirai - Matt Riddle - Keith Lee - Mia Yim - The Forgotten Sons (Steve Cutler, Wesley Blake & Jaxson Ryker) - Dominik Dijakovic - Candice LeRae - Marina Shafir & Jessamyn Duke - Kona Reeves |            |
| Lucha de Año                 | - Andrade "Cien" Almas (c) vs. Johnny Gargano por el NXT Championship en NXT TakeOver: Philadelphia - Pete Dunne, Ricochet, & War Raiders (Hanson & Rowe) vs. The Undisputed Era (Adam Cole, Bobby Fish, Kyle O'Reilly, & Roderick Strong) en WarGames match en NXT TakeOver: WarGames - Moustache Mountain (Trent Seven & Tyler Bate) (c) vs. The Undisputed Era (Kyle O'Reilly & Roderick Strong) por los NXT Tag Team Championship en NXT (11 de julio) - Johnny Gargano vs. Tommaso Ciampa en un Unsanctioned match en NXT TakeOver: New Orleans - Adam Cole vs. EC3 vs. Killian Dain vs. Lars Sullivan vs. Ricochet vs. Velveteen Dream in a Ladder match por el inaugural NXT North American Championship en NXT TakeOver: New Orleans - Shayna Baszler (c) vs. Kairi Sane por el NXT Women's Championship en NXT TakeOver: Brooklyn 4 - Ricochet vs. Velveteen Dream at NXT TakeOver: Chicago II - Aleister Black (c) vs. Tommaso Ciampa por el NXT Championship en NXT (25 de julio) - Pete Dunne (c) vs. Zack Gibson por el WWE United Kingdom Championship en NXT (22 de agosto) - Aleister Black vs. Adam Cole en un Extreme Rules match en NXT TakeOver: Philadelphia - Pete Dunne (c) vs. Kyle O'Reilly por el WWE United Kingdom Championship en NXT (13 de junio) - The Undisputed Era (Kyle O'Reilly & Roderick Strong) (c) vs. Danny Burch & Oney Lorcan por el NXT Tag Team Championship en NXT TakeOver: Chicago II - Nikki Cross vs. Bianca Belair en NXT (12 de septiembre) - Ricochet (NA-c) vs. Pete Dunne (UK-c) en un Champion vs. Champion match por el NXT North American Championship y el WWE United Kingdom Championship en NXT (19 de septiembre) - Ricochet (c) vs. Pete Dunne vs. Adam Cole en Triple threat match for the NXT North American Championship en NXT (10 de octubre) |            |

### NXT Year-End Awards 2019
Los ganadores del premio se anunciaron en NXT el 1 de enero de 2020. Los votos se emitieron a través de Twitter.
Los ganadores se enumeran primero y se resaltan en negrita.
| Categoría                    | Resultados | Resultados |
| ---------------------------- | --- | ---------- |
| Competidor masculino del Año | - Adam Cole - Tommaso Ciampa - Johnny Gargano - Velveteen Dream - WALTER - Tyler Bate |            |
| Competidor femenino del Año  | - Shayna Baszler - Io Shirai - Rhea Ripley - Kay Lee Ray - Toni Storm - Bianca Belair |            |
| Competidor general del Año   | - Adam Cole - Shayna Baszler |            |
| Equipo de Año                | - The Undisputed Era (Bobby Fish & Kyle O'Reilly) - The Street Profits (Angelo Dawkins & Montez Ford) - Grizzled Young Veterans (James Drake & Zack Gibson) - Flash Morgan Webster & Mark Andrews - The Viking Raiders (Erik & Ivar) |            |
| Rivalidad de Año             | - Johnny Gargano vs. Adam Cole - Candice LeRae vs. Io Shirai - Rhea Ripley vs. Shayna Baszler - British Strong Style (Pete Dunne, Trent Seven & Tyler Bate) vs. Imperium (WALTER, Alexander Wolfe, Fabian Aichner & Marcel Barthel) - Velveteen Dream vs. Roderick Strong |            |
| Breakout de Año              | - Keith Lee - Dominik Dijakovic - Matt Riddle - Candice LeRae - Damian Priest - Angel Garza - Rhea Ripley - Joe Coffey - Piper Niven |            |
| TakeOver de Año              | - NXT TakeOver: WarGames - NXT TakeOver: Phoenix - NXT UK TakeOver: Blackpool - NXT TakeOver: New York - NXT TakeOver XXV - NXT TakeOver: Toronto - NXT UK TakeOver: Cardiff |            |
| Future Star de NXT           | - Dakota Kai - Cameron Grimes - KUSHIDA - Isaiah "Swerve" Scott - Tegan Nox - Xia Li - Taynara - Bronson Reed - Ilja Dragunov |            |
| Lucha de Año                 | - Johnny Gargano vs. Adam Cole en un Two-out-of-three falls match por el vacante NXT Championship en NXT TakeOver: New York - Rhea Ripley, Candice LeRae, Dakota Kai, & Tegan Nox vs. Shayna Baszler, Io Shirai, Bianca Belair & Kay Lee Ray en un WarGames match en NXT TakeOver: WarGames - WALTER (c) vs. Tyler Bate for the WWE United Kingdom Championship en NXT UK TakeOver: Cardiff - Shayna Baszler (c) vs. Io Shirai en un Steel Cage match por el NXT Women's Championship on NXT (26 de junio) - Candice LeRae vs. Io Shirai en NXT TakeOver Toronto - Adam Cole (c) vs. Johnny Gargano en un Two-out-of-three falls match en NXT Championship en NXT TakeOver: Toronto - The Undisputed Era (Kyle O'Reilly & Roderick Strong) (c) vs. The Viking Raiders (Erik & Ivar) por el NXT Tag Team Championship en NXT TakeOver: Phoenix - The Street Profits (Angelo Dawkins & Montez Ford) vs. The Forgotten Sons (Steve Cutler & Wesley Blake) vs. Oney Lorcan & Danny Burch vs. The Undisputed Era (Bobby Fish & Kyle O'Reilly) en un Fatal Four-Way Ladder match por el vacante NXT Tag Team Championship en NXT TakeOver XXV - Adam Cole (c) vs. Pete Dunne por el NXT Championship en Survivor Series - Keith Lee vs. Dominik Dijakovic en NXT (28 de agosto) - Candice LeRae vs. Bianca Belair vs. Io Shirai vs. Mia Yim por No. 1 Oportunidad por el NXT Women's Championship en NXT (18 de septiembre) - Grizzled Young Veterans (James Drake & Zack Gibson) (c) vs. Flash Morgan Webster & Mark Andrews vs. Gallus (Mark Coffey & Wolfgang) en triple threat tag team match por los NXT UK Tag Team Championship en NXT UK TakeOver: Cardiff |            |

### NXT Year-End Awards 2020
Los ganadores del premio se anunciaron el 30 de diciembre de 2020 en WWE.com. Los votos se emitieron a través de Twitter.
Los ganadores se enumeran primero y se resaltan en negrita.
| Categoría                    | Resultados | Resultados |
| ---------------------------- | --- | ---------- |
| Competidor masculino del Año | - Adam Cole - Finn Bálor - Johnny Gargano - Keith Lee - WALTER - Tommaso Ciampa |            |
| Competidor femenino del Año  | - Io Shirai - Rhea Ripley - Candice LeRae - Dakota Kai - Kay Lee Ray - Tegan Nox |            |
| Competidor general del Año   | - Io Shirai - Adam Cole |            |
| Equipo de Año                | - The Undisputed Era (Adam Cole, Bobby Fish, Kyle O'Reilly & Roderick Strong) - Oney Lorcan & Danny Burch - Breezango (Tyler Breeze & Fandango) - Imperium (WALTER, Alexander Wolfe, Fabian Aichner & Marcel Barthel) - Gallus (Joe Coffey, Mark Coffey & Wolfgang) - Legado Del Fantasma (Santos Escobar, Raul Mendoza & Joaquin Wilde) |            |
| Rivalidad de Año             | - Adam Cole vs. Pat McAfee - Candice LeRae vs. Io Shirai - Damian Priest vs. Johnny Gargano - Dexter Lumis vs. Cameron Grimes - Shotzi Blackheart vs. Robert Stone - Rhea Ripley vs. Raquel González - WALTER vs. Ilja Dragunov - Kay Lee Ray vs. Piper Niven |            |
| Breakout de Año              | - Shotzi Blackheart - Pat McAfee - Damian Priest - Cameron Grimes - Dexter Lumis - Timothy Thatcher - Raquel González - Santos Escobar - Ilja Dragunov |            |
| TakeOver de Año              | - NXT TakeOver WarGames - NXT UK TakeOver: Blackpool II - NXT TakeOver: Portland - NXT TakeOver: In Your House - NXT: The Great American Bash - NXT TakeOver: XXX - NXT TakeOver: 31 - NXT: Halloween Havoc |            |
| Future Star de NXT           | - Austin Theory - Jake Atlas - Leon Ruff - Kacy Catanzaro - Kayden Carter - Indi Hartwell - Xia Li - A-Kid - Aoife Valkyrie - Pretty Deadly (Lewis Howley & Sam Stoker) |            |
| Lucha de Año                 | - Finn Bálor (c) vs. Kyle O'Reilly por el NXT Championship en NXT TakeOver: 31 - Finn Bálor vs. Tommaso Ciampa vs. Adam Cole vs. Johnny Gargano en un Fatal 4-Way Iron Man match por el vacante NXT Championship en NXT Super Tuesday - Adam Cole vs. Finn Bálor por el vacante NXT Championship en NXT (8 de septiembre) - Johnny Gargano vs. Tommaso Ciampa:One Final Beat en NXT (8 de abril) - Keith Lee (c-NA) vs. Adam Cole (c-NXT) en un Winner Takes All match por el NXT Championship & NXT North American Championship en Great American Bash - Damian Priest vs. Bronson Reed vs. Cameron Grimes vs. Johnny Gargano vs. Velveteen Dream en un Ladder match por el vacante NXT North American Championship en NXT TakeOver: XXX - Io Shirai (c) vs. Candice LeRae en un Tables, Ladders and Scares match por el NXT Women's Championship en Halloween Havoc - WALTER (c) vs. Ilja Dragunov por el NXT UK Championship on NXT UK (29 de octubre) - The Undisputed Era (Adam Cole, Kyle O'Reilly, Roderick Strong & Bobby Fish) vs. Team McAfee (Pat McAfee, Pete Dunne, Danny Burch & Oney Lorcan) en un WarGames match en NXT TakeOver: WarGames - Team Candice (Candice LeRae, Dakota Kai, Raquel González & Toni Storm) vs. Team Shotzi (Shotzi Blackheart, Ember Moon, Rhea Ripley & Io Shirai) en WarGames match en NXT TakeOver: WarGames - Charlotte Flair (c) vs. Rhea Ripley vs. Io Shirai en un Triple Threat match por el NXT Women's Championship en NXT TakeOver: In Your House - Gallus (Mark Coffey & Wolfgang) (c) vs. Imperium (Fabian Aichner & Marcel Barthel) vs. Grizzled Young Veterans (Zack Gibson & James Drake) vs. Mark Andrews & Flash Morgan Webster in a Fatal 4-way tag team ladder match por los NXT UK Tag Team Championship en NXT UK TakeOver: Blackpool II - Tyler Bate vs. Jordan Devlin en NXT UK TakeOver: Blackpool II - Bronson Reed vs. Roderick Strong vs. Johnny Gargano en una Triple Threat match en una clasificatoria por el vacante NXT North American Championship Ladder match en NXT TakeOver: XXX en NXT (22 de julio) - Matt Riddle vs. Timothy Thatcher en un Fight Pit match con Kurt Angle con el árbitro invitado especial en NXT (27 de mayo) |            |

### NXT Year-End Awards 2023
Los ganadores del premio se anunciaron en el episodio de NXT emitido el 26 de diciembre de 2023. Los votos se emitieron a través de WWE.com.
Los ganadores se enumeran primero y se resaltan en negrita.
| Categoría                    | Resultados | Resultados |
| ---------------------------- | --- | ---------- |
| Competidor masculino del Año | - Ilja Dragunov - Carmelo Hayes - Trick Williams - Bron Breakker - Wes Lee - Tyler Bate - Dijak - Dragon Lee - Baron Corbin - Nathan Frazer - Axiom |            |
| Competidor femenino del Año  | - Roxanne Perez - Tiffany Stratton - Thea Hail - Kiana James - Lyra Valkyria - Gigi Dolin - Jacy Jayne - Fallon Henley - Ivy Nile - Kelani Jordan |            |
| Equipo de Año                | - The Creed Brothers (Brutus & Julius) - The Family (Tony D'Angelo & Channing "Stacks" Lorenzo) - Gallus (Joe Coffey, Mark Coffey & Wolfgang) - Josh Briggs & Brooks Jensen - Hank Walker & Tank Ledger - The Unholy Union (Alba Fyre & Isla Dawn) - Kayden Carter & Katana Chance |            |

## Registros
- Más victorias: Johnny Gargano (5)
- Más victorias en un solo año - Adam Cole (4, 2019)
- Más victorias para Competidora femenina del año: Asuka (2)
- Más victorias para Equipo de año (individualmente) - Kyle O'Reilly (2)
- Más victorias por lucha del año: Johnny Gargano (3)
- Más victorias para Rivalidad del año - Johnny Gargano (2)
- Más nominaciones - Johnny Gargano (18)
- Más nominaciones en un solo año - Ricochet (8, 2018)
- Más nominaciones para Competidor general del año: Asuka (3)
- Más nominaciones a Competidora femenina del año: Asuka (3)
- Más nominaciones para Tag Team of the Year (equipo) - The Revival (Scott Dawson & Dash Wilder) (3)
- Mayoría de nominaciones para Tag Team of the Year (individualmente) - Scott Dawson, Dash Wilder y Kyle O'Reilly (3)
- Más nominaciones al Partido del año: Johnny Gargano (9)
- La mayoría de las nominaciones a la Lucha del año en un solo año: Sasha Banks (2015), Pete Dunne (2018) y Ricochet (2018) (5)
- Más nominaciones a Rivalidad del año - Johnny Gargano (5)
- Más nominaciones a Rivalidad del año en un solo año - Johnny Gargano (3, 2018)
- La mayoría de las nominaciones a la estrella emergente del año: Andrade "Cien" Almas, Lars Sullivan y Rhea Ripley (2)
- Evento con más nominaciones a Match of the Year - NXT TakeOver: Toronto (4, 2016)
- Serie de eventos con más premios TakeOver del año: NXT TakeOver: WarGames (2)
- Campeonato con más partidos ganados del año - Campeonato de NXT (2)
- Campeonato con más nominaciones a Match of the Year - Campeonato NXT (13)
- Campeonato con más nominaciones a Match of the Year en un solo año - NXT Women's Championship (5, 2015)